# Vid din sida
Vid din sida (engelska: Stepmom) är en amerikansk långfilm från 1998 i regi av Chris Columbus, med Julia Roberts, Susan Sarandon, Ed Harris och Jena Malone i rollerna.

## Handling
Isabel (Julia Roberts) är Lukes nya flickvän (Ed Harris), även om han är nästan dubbelt så gammal. Luke har också två barn, Anna (Jena Malone) och Ben (Liam Aiken). Lukes exfru Jackie (Susan Sarandon) gör dock allt för att inte förlora kontrollen över barnen och, framför allt, att Isabel inte ska komma dem nära. Men så drabbas hon av cancer och börjar inse att en dag måste någon ta över som mamma.

## Rollista
| Julia Roberts      | – Isabel Kelly    |
| Susan Sarandon     | – Jackie Harrison |
| Ed Harris          | – Luke Harrison   |
| Jena Malone        | – Anna Harrison   |
| Liam Aiken         | – Ben Harrison    |
| Lynn Whitfield     | – Dr. P. Sweikert |
| Darrell Larson     | – Duncan Samuels  |
| Mary Louise Wilson | – Mrs. Franklin   |